# Brændsel til Vinter
Brændsel til Vinter er en dokumentarfilm fra 1942 instrueret af Søren Melson, Mogens Skot-Hansen efter manuskript af Mogens Skot-Hansen.

## Handling
I denne film opfordres forbrugerne til at bestille deres tørv til den kommende vinter i god tid, for at tørrepladserne kunne blive tømt og transporten lettere. Tørveproduktion, kun mænd.